# FC Buffalo
FC Buffalo, é uma agremiação esportiva da cidade de Buffalo, Nova Iorque.  Atualmente disputa a National Premier Soccer League.

## História
O FC Buffalo foi anunciado como franquia de expansão da em 2009, estreando na competição no ano seguinte. A entrada da equipe aconteceu com o objetivo de retomar o futebol de Buffalo na competição, que já tinha tido outras duas equipes da cidade, o Queen City FC e o Buffalo City FC. O apelido do time Blitzers foi escolhido através de votação popular.
Na primeira temporada do time, em 2010, o clube ficou em terceiro da conferência e não foi aos playoffs. Em 2011 e 2012 a equipe termina em quinto da conferência. Em 2013 a equipe é eliminada na semifinal de conferência para o Erie Admirals SC. Em 2014 fica em quatro. Em 2015 termina em quinto. Em 2016 termina em terceiro.

## Clássicos

### Rust Belt Derby
O Rust Belt Derby é um clássico entre  FC Buffalo, Detroit City FC e o AFC Cleveland. Os clássicos nos Estados Unidos tem formato de copa e o maior vencedor do clássico do ano recebe uma taça, por isso mesmo tento três times é considerado um clássico.

### Erie County Derby
O Erie County Derby é um clássico entre o FC Buffalo e o Erie Commodores FC e possui esse por ser um confronto de duas equipes que se localizam em condados com mesmo nome, o Condado de Erie em Nova Iorque e o Condado de Erie na Pensilvânia.